# Agustín Codazzi
Agustín Codazzi ist eine Gemeinde (municipio) im Departamento Cesar in der Región Caribe in Kolumbien. Agustín Codazzi gehört zur Metropolregion von Valledupar, der Metropolregion Valledupar.

## Geographie
Agustín Codazzi liegt im Norden von Cesar, 60 km südlich von Valledupar. Die Gemeinde hat Anteil an der Sierra de Perijá, ist aber ansonsten flach und hat eine Durchschnittstemperatur von 28 °C. Die Gemeinde grenzt im Norden an La Paz Robles und San Diego, im Süden an Becerril, im Westen an El Paso und im Osten an den Bundesstaat Zulia in Venezuela, wobei die Sierra de Perijá eine natürliche Grenze bedeutet.

## Bevölkerung
Die Gemeinde Agustín Codazzi hat 49.233 Einwohner, von denen 38.463 im städtischen Teil (cabecera municipal) der Gemeinde leben. In der Metropolregion leben 594.677 Menschen (Stand: 2019).

## Geschichte

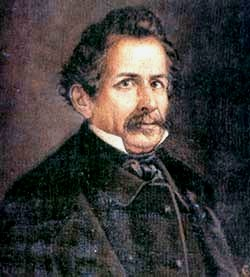
Agostino Codazzi

Der Ort wurde 1700 von Félix Arias gegründet, bekam jedoch erst 1958 den Status einer Gemeinde. Bis dahin gehörte der Ort zur Nachbargemeinde La Paz Robles. Zunächst war Agustín Codazzi als Espíritu Santo bekannt, wurde jedoch 1958 zu Ehren des italienischen Militärs, Geografen und Kartografen Agostino Codazzi umbenannt, der 1859 in Espíritu Santo starb.

## Wirtschaft
Agustín Codazzi ist bekannt für die Baumwollproduktion, weswegen die Stadt auch Ciudad Blanca de Colombia (Weiße Stadt Kolumbiens) genannt wird. Außerdem sieht sich Agustín Codazzi als Vorreiter auf dem Gebiet der Biokraftstoffe. In Agustín Codazzi befindet sich die größte Anlage Kolumbiens zur Herstellung von Biodiesel. Darüber hinaus spielen die Kohlegewinnung sowie die Rinderproduktion eine große Rolle. Ein weiterer wichtiger Wirtschaftszweig ist der Obstanbau.

## Kultur

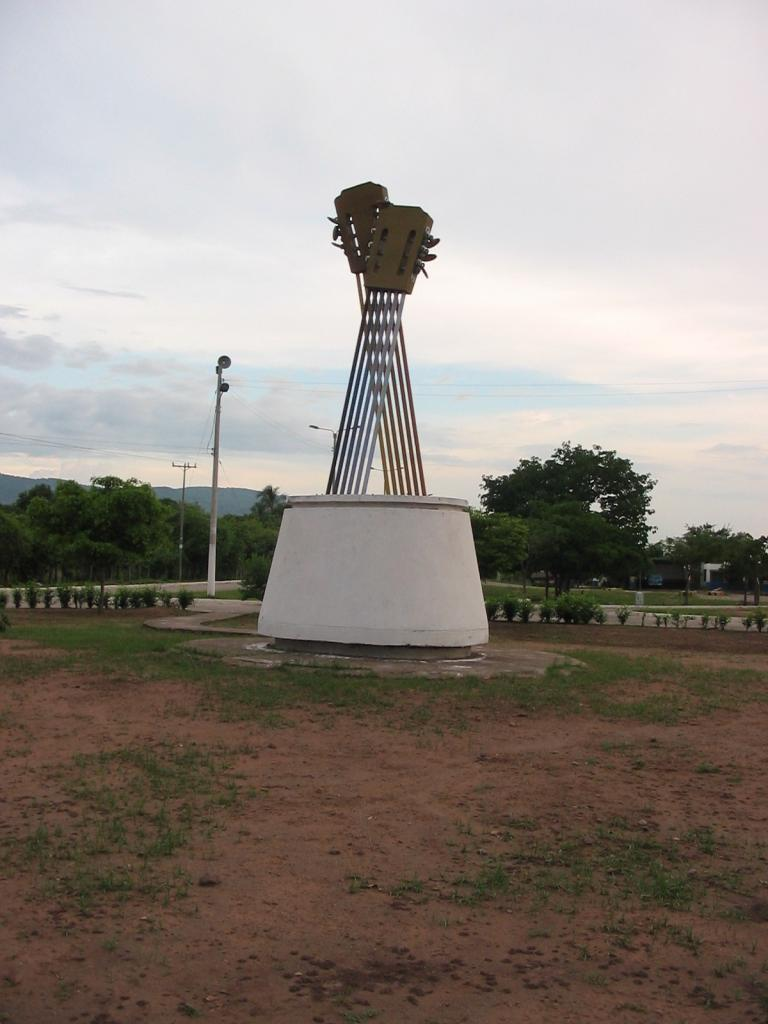
Gitarrenmonument in Agustín Codazzi

Agustín Codazzi ist bekannt für das Festival de Música Vallenata en Guitarra, ein Vallenato-Musikfestival für Gitarristen, das seit 1987 besteht.